# Puyo Puyo! 15th Anniversary
Puyo Puyo! 15th Anniversary (яп. ぷよぷよ! Пуё Пуё!) — это игра-головоломка, разработанная Sonic Team. Была выпущена на Nintendo DS в 2006 году и на PlayStation Portable и PlayStation 2 в 2007 году. Как и другие игры, она не была выпущена за пределами Японии, потому что американский филиал Sega запретил её выпускать в США и Европе. Это первая игра серии, изданная на Wii. В этой игре были возобновлены персонажи, которые ранее появлялись в серии игр: Шезо Виджи, Рулу, Сатана, Сукетодара, Насу Грэйв и Зо Даймао.

## Сюжет
Миссис Аккорд, учитель в магической школе Примпа, сообщает Сигу, что будет турнир для игры, и все будут соревноваться; награда — это медаль, которая исполнит чье-то единственное желание. Другая сцена показывает, что Амити и Арл обещают играть по правилам, и Сиг, все ещё столь же невежественный, как и раньше, в конечном итоге также обещает, но не раньше, чем увидит падение шести комет на Землю. Сиг, понимая, что это большое открытие, решает все равно проигнорировать его и выходит на соревнование. Оказывается, что на самом деле «кометы» — это шесть знакомых персонажей из серии Madô Monogatari, которые играют роль боссов в сюжетных режимах.

## Игровой процесс
15th Anniversary имеет множество новых режимов, а также включает режимы, которые имитируют оригинал Puyo Puyo ,  Puyo Puyo Tsu и Puyo Pop Fever. В большинстве случаев игроки выбывают, когда он/она выходит на первое место, и последний стоящий игрок (или сторона) выигрывает раунд.
Puyo Puyo
- Этот режим достаточно точно имитирует игровой процесс оригинала Puyo Puyo.

Puyo Puyo 2
- Этот режим имитирует игровой процесс Puyo Puyo Tsu.

Puyo Puyo Fever
- Это режим Fever, похожий на геймплей Puyo Pop Fever и Puyo Puyo Fever 2, но с некоторыми небольшими обновлениями. Счетчик лихорадки является более жестким и фактически представляет время, которое имеют игроки — когда время истекает, это время не может быть увеличено до конца цепочки. Кроме того, время Fever теперь зарабатывается не тогда, когда противник смещается, а вместо этого, когда игрок делает цепочку, которая не смещается.

Big Puyo
- В этом режиме Puyo в два раза больше в обоих направлениях, а сама плата составляет только 3 на 6 Puyo, что составляет четверть от нормального размера доски. Меньше мусора отправляется противникам в этом режиме. Цель состоит в том, чтобы просто победить всех противников.

Bomber
В этом режиме, вместо того, чтобы отправлять неприятное Пуйо, игроки посылают блоки бомб, которые взрываются после того, как пользователь совершает с ними определённое количество ходов, и превращает всех окружающих Пуйо в Хард Пуйо.
Endless Fever
В этом режиме игроки начинают с Лихорадки, которая не заканчивается, и с большим количеством ожидающих Nuisance Puyo. Однако они не могут упасть, поэтому они могут быть смещены только до тех пор, пока один из игроков не закончит смещение и не перетечет в мусорную корзину противников.
Excavation
- В этом режиме игроки начинают с наполовину заполненной обычной доски. В нижнем ряду скрыта звезда, которая, если её выскочить, отправит бесконечный мусор всем остальным противникам. Цель состоит в том, чтобы вытолкнуть Star Puyo и победить противников. Как только один игрок нажал на звезду, смещение больше не допускается, поэтому, если оба игрока получат его одновременно, Nuisance Puyo начнет сбрасывать с выпадением следующей пары Puyo.

Spinner
- В этом режиме поля будут вращаться каждые 15 секунд. Счетчик действует подобно счетчику Fever — когда время истекает, он ждет, когда игроки сбросят свой последний Puyo. Когда все игроки бездействуют по истечении времени, доски вращаются на 180 градусов, а затем на Пуйо действует сила тяжести. Специальный бонус дается цепям, которые продолжаются после или запускаются после вращения.

Ice Blocks
- В этом режиме, вместо того, чтобы посылать неприятные Puyos, игроки посылают замороженные блоки Puyo, которые становятся незамороженными после того, как игрок, у которого они есть, делает 3 хода. Из-за характера отправки блоков Puyo другого игрока, которые имеют возможность цепочки, этот режим может развернуться, если цепочка, созданная исходным отправителем, недостаточно велика, чтобы победить противников.

Mission
- В режиме миссии игрокам дают задание, которое они должны выполнить перед своими противниками. Первый игрок (или сторона), который выполняет 3 задания до того, как оппоненты это сделают, выигрывает раунд.

Searchlight
- В этом режиме все доски Puyo игроков в любое время видны на экране только частично (кроме режима Fever). Диапазон видимости — это конус, исходящий из верхней части экрана и расширяющийся вниз, который постоянно колеблется, пуская прожектор. Этот режим сложен, потому что он дезориентирует правильное размещение Puyos, или заставляет игрока замедляться и ждать, пока прожектор не пройдет неизвестную им область, чтобы сделать правильные цепи.

Underwater
- Водный режим — это медленный режим, когда игроки помещают Пуйо в водоем, заполненный до двух Пуйо. Puyo плавают в воде, делая режим, по сути, такой же, как и размещение Puyo в нижней части доски Puyo. Из-за характера этого режима, Nuisance Puyos попадают только в группы по 1 линии. Это препятствует тому, чтобы Nuisance Puyo вызывал цепи из-за неравного спуска колонн.

## DS Version Multiplayer
Версия Nintendo DS поддерживает все многопользовательские режимы, которые официально поддерживает DS.

### Everybody Puyo Puyo
В этом режиме игроки без копии 15th Anniversary могут играть вместе с теми, кто это делает. Единственная разница между воспроизведением с копией и без копии состоит в том, что загружаемая и воспроизводимая версия не содержит голосов или анимации битвы. Игра функционально совместима, по большей части. Поэтому здесь доступны как режимы DS Download и Play, так и режимы прямого подключения.
До 8 игроков могут играть и в любом режиме, который позволяет количество игроков. Однако по техническим причинам (например, альтернативные методы рисования, используемые в режиме для 8 игроков, чтобы игра не отставала), вы можете играть только в режимах Puyo Puyo, Puyo Puyo Tsu и Puyo Pop Fever в играх, в которых участвуют более четырёх игроков.

### WiFi
В этом режиме вы можете использовать Nintendo Wi-Fi Connection для поиска игроков в Интернете. Режим WiFi поддерживает только 3 режима (Puyo Puyo, Puyo Puyo 2 и Puyo Puyo Fever). Вы можете играть в игры между двумя и четырьмя игроками, либо со своими друзьями, используя систему кода друга, либо против случайных противников. При игре в случайные игры режим для трех игроков и оригинальные правила Puyo Puyo недоступны, и вы можете заработать (или потерять!) Очки, если играете в игру для двух игроков.

## Проблемы
Puyo Puyo! 15th Anniversary для DS была несколько проблем.

### Сохранение
В оригинальной версии Puyo Puyo! 15-я годовщина, существовала ошибка, когда данные не сохранялись более 255 раз.. Новая версия, получившая название 1.1, была выпущена для решения проблемы 20 января 2007 года. Информацию о том, как узнать версию игры, и инструкции о том, как её заменить, можно найти на Sega.

### WiFi
В обеих этих версиях существовала ещё одна ошибка, эта влияла на WiFi. Когда игрок отключается, оба теряют очки. Новая версия была выпущена для решения этой проблемы.

### Ошибка счетчика лихорадки
Во время игры в многопользовательские игры индикатор температуры иногда останавливается на 7 баллов, не позволяя перейти в режим повышения температуры. Впоследствии он впустит вас после вашего следующего хода, но это может быть смертельно опасным в зависимости от обстоятельств. Эту ошибку также можно увидеть в версии 2.00 ПК-версии Puyo Pop Fever.